# Daihatsu Max

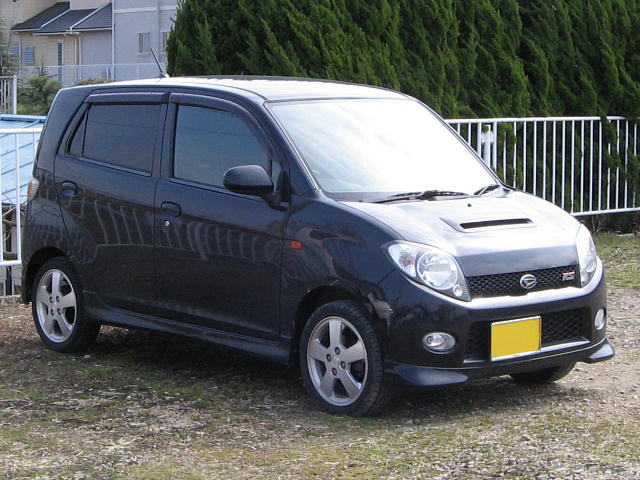
Daihatsu Max

Der Daihatsu Max ist ein Pkw-Modell des Herstellers Daihatsu, der von 2001 bis 2005 gebaut wurde. Trotz der kurzen Zeit gab es ein Facelift im Jahr 2003. Der Max basiert auf dem Move.
Mit dem Namen "Max" hatte Daihatsu bereits in den Jahren 1970 bis 1980 den Daihatsu Fellow Max bezeichnet, der 1977 in Max Cuore umbenannt wurde.